# بيتر مولوي
بيتر مولوي (بالإنجليزية: Peter Molloy)‏ (20 أبريل 1909 في المملكة المتحدة - 16 فبراير 1993 في المملكة المتحدة) هو مدرب كرة قدم ولاعب كرة قدم بريطاني (وحمل سابقاً جنسية المملكة المتحدة لبريطانيا العظمى وأيرلندا) في مركز نصف الجناح. لعب مع برادفورد سيتي وستوكبورت كونتي وكارديف سيتي وكوينز بارك رينجرز ونادي بريستول روفيرز ونادي فولهام ونادي كارلايل يونايتد ونادي واتفورد وأكرينجتون ستانلي ‏.

## وصلات خارجية
- بيتر مولوي على موقع قاعدة بيانات كرة القدم.إي يو (الإنجليزية)